# Anime Expo
Anime Expo è una fiera americana gestita dall'organizzazione non profit Society for the Promotion of Japanese Animation (SPJA).
Salvo eccezioni, la fiera si tiene ogni anno agli inizi di luglio e per una durata di quattro giorni. La sede è principalmente a Los Angeles presso il Los Angeles Convention Center, ma a volte è stata spostata a Anaheim, San Jose, New York e Tokyo. Al 2016 Anime Expo è la fiera di anime più grande dell'America del Nord.